# 圣马梅迪-迪科罗纳杜
圣马梅迪-迪科罗纳杜是葡萄牙波尔图区的一个堂区。总面积6.26平方公里，总人口4053人，人口密度647.4人/平方公里。